# Zhou Qian
Pour les articles homonymes, voir Zhou.
Dans ce nom chinois, le nom de famille, Zhou, précède le nom personnel.
Zhou Qian (chinois : 周倩 ; pinyin : Zhōu Qiàn), née le 11 mars 1989 à Yueyang, est une lutteuse libre chinoise .

## Carrière sportive
Elle remporté la médaille de bronze aux championnats du monde de lutte 2014.Elle a également remporté la médaille d'argent aux championnats du monde de lutte 2015 ainsi que la médaille de bronze aux championnats d'Asie de lutte 2015. 
En 2021, elle est remporte une médaille de bronze en moins de 76 kg à Tokyo en 2021 à la suite de son repêchage après s'être inclinée en demi-finale face à la future championne olympique Aline Rotter-Focken.

## Palmarès

### Jeux olympiques
- Médaille de bronze en lutte libre dans la catégorie des moins de 76 kg en 2021 à Tokyo.